# Miskolci Nemzetközi Operafesztivál

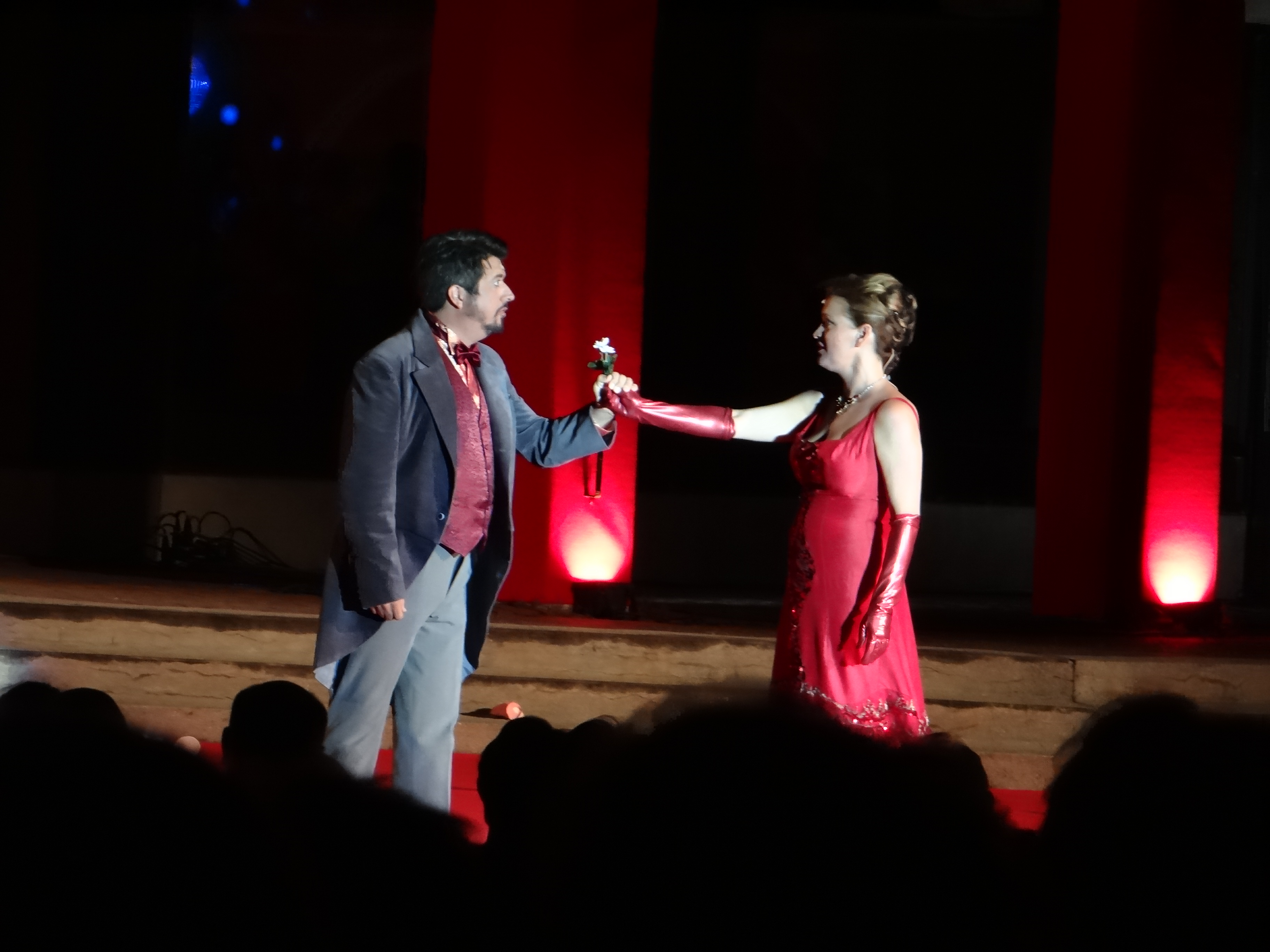
Verdi Traviatája volt a 2013-as fesztiválon az Ezrek operája. Violetta ‒ Keszei Borbála, Alfred ‒ László Boldizsár

A Bartók Plusz Operafesztivált (2012-ig Bartók + … Miskolci Nemzetközi Operafesztivál néven) 2001 és 2019 között rendezték meg. A fesztivál története Hegyi Árpád Jutocsa, a Miskolci Nemzeti Színház akkori igazgatója és Müller Péter Sziámi nevéhez fűződik, és azzal a céllal alapították, hogy Miskolcot és a térséget bekapcsolja a nemzetközi zenei élet vérkeringésébe. Az operafesztivál néhány év alatt a közép-európai operaélet fellegvárává tette Miskolcot. A rendezvényt a legmeghatározóbb Bartók-fesztiválként tartották számon, amely élvezte a Bartók-örökösök támogatását is. A fesztiválon a kezdetektől világjáró magyar művészek és nemzetközi operasztárok léptek föl, és Kelet-Közép Európa szinte valamennyi jelentős operatársulata bemutatkozott már. A fesztivál igazgatója 2004-től Bátor Tamás operaénekes volt, 2011-től 2019-ig Kesselyák Gergely.
A Bartók Plusz Operafesztivál kiemelt feladata Bartók Béla életművének ápolása volt. Színpadi és zenekari műveinek bemutatása így a fesztivál programjának állandó része volt. Emellett az operafesztivál hívószava – a fesztivál nevében 2012-ig a „+" jel mögötti tartalom – évről évre változott. Elsőként, 2001-ben Verdi, majd Puccini, Mozart, Csajkovszkij neve jelent meg a „+” után, majd stílusirányzatok (bel canto, Verismo), nemzeti zenék (szláv, osztrák, francia), míg 2010-ben az európai operajátszás bemutatása következett Bartók + Európa néven. 2011-ben a rendezvény Bartók + Verdi elnevezéssel „visszatért” kiindulópontjához. Az „újrakezdés” után, 2013-ban megtörtént az irányváltás: a fesztivál nevéből kikerülő „+”-t felváltó „Plusz” a Bartók utáni operaéletre, és az operajátszás Bartók utáni jövőjére utalt.
Az Operafesztivál alapítása óta Bartók Béla szellemiségét képviselte: befogadott és inspirált, támogatta a tehetségeket és megbecsülte az értékteremtő művészetet. Kutatta a világhírű magyar művész életművének hatását, az utána következő zene- és zenészgenerációk megnyilatkozásait. A bartóki életmű megőrzése és ápolása mellett missziója a Bartók utáni népszerű operarepertoár bemutatása, továbbá kortárs művek születésének elősegítése volt. Ennek köszönhetően számos új darab megírására kért fel zeneszerzőket a fesztivál, a 2013-tól meghirdetett „A jövő kulcsa” operaíró versenyeken pedig tehetséges komponistákat fedezett fel a nemzetközi zenei élet számára.
Az Ezrek operája a „Legyen az opera mindenkié!” elgondolás jegyében került bele a fesztivál művészeti programjába. A világ operairodalmának halhatatlan remekműveit reprezentáló sorozatban bemutatott nagyszabású, ingyenes produkciók új megvilágításba helyezik a klasszikus operákat a díszletként megjelenő város, Miskolc szabadtéri helyszínein. A Bartók Plusz elsőként jelentkezett Miskolcon ingyenes szabadtéri koncertekkel, kirakodóvásárral, borfesztivállal. Fiatal generációk ízlésformálásához, zenei képzettségének kiszélesítéséhez járult hozzá azáltal is, hogy fellépést biztosított a város zeneiskolásai, professzionális és műkedvelő zenészei, kórusai számára. Kapui nyitva álltak a társművészetek, a képzőművészet, az irodalom és a film számára is.
A fesztivál a Nemzeti Színház játszóhelyein és a Művészetek Háza mellett a városban több más helyen is tartott előadásokat (miskolci templomok, a Miskolci Jégcsarnok, a lillafüredi Palotaszálló, a Miskolci Egyetem aulája és fűtőműve, a tapolcai Barlangfürdő, az avasi kilátó stb.). Ezen felül megyeszerte rendeztek hangversenyeket és előadásokat, Miskolcon túl Budapesten, Kolozsváron és Kassán is. 2011-ben Magyarország soros EU-elnöksége alkalmából, a brüsszeli Magyar Kulturális Intézetben egy hónapig nyitva tartó kiállításon mutatkozott be. A Liszt-évforduló alkalmából kiállítása volt Ausztriában, Szerbiában, Lengyelországban, Romániában és Szlovákiában.
Az operafesztivál megalakulása óta 40 különböző Bartók-előadást mutatott be hazai és nemzetközi partnerekkel. Az elmúlt hét évben húsz ősbemutató fűződik nevéhez a legjobb mai magyar zeneszerzők műveiből. Jótékonysági koncerteket adott az avasi templom orgonájának felújításáért, a miskolci zsinagóga és a Latabár-síremlék renoválásáért, a térség árvízkárosultjaiért, vagy a koraszülöttek szállítását segítő „Segíts élni Alapítvány” munkájának támogatásáért.
A Magyar Állami Operaház és a Zeneakadémia után elsőként a Bartók Plusz került be a Google Kulturális Intézetének adatbázisába. A fesztivál arculati megjelenését az országos Mediadesign versenyen díjazták 2017-ben. A Bartók Plusz Operafesztivált beválasztották az Európai Fesztiválok Szövetségébe, 2015-ben kiváló minősítésű művészeti fesztivál címet nyert el, illetve csatlakozhatott a minősített európai fesztiválok közösségéhez. 2019-ben városi közgyűlés döntése értelmében a Bartók Plusz Operafesztivál csapata Pro Urbe Miskolc kitüntetést kapott.
A 2020-as, 20. Bartók Plusz Operafesztivált a koronavírus járvány miatt nem lehetett megrendezni. Azóta már nem rendezték. 

## Az eddigi fesztiválok
- 2001 – Bartók + Verdi
- 2002 – Bartók + Puccini
- 2003 – Bartók + Mozart
- 2004 – Bartók + Csajkovszkij
- 2005 – Bartók + Bel canto
- 2006 – Bartók + Verismo
- 2007 – Bartók + Párizs
- 2008 – Bartók + Szlávok
- 2009 – Bartók + Bécs
- 2010 – Bartók + Európa
- 2011 – Bartók + Verdi
- 2012 – Bartók + Puccini
- 2013-tól: Bartók Plusz Operafesztivál

## Képek

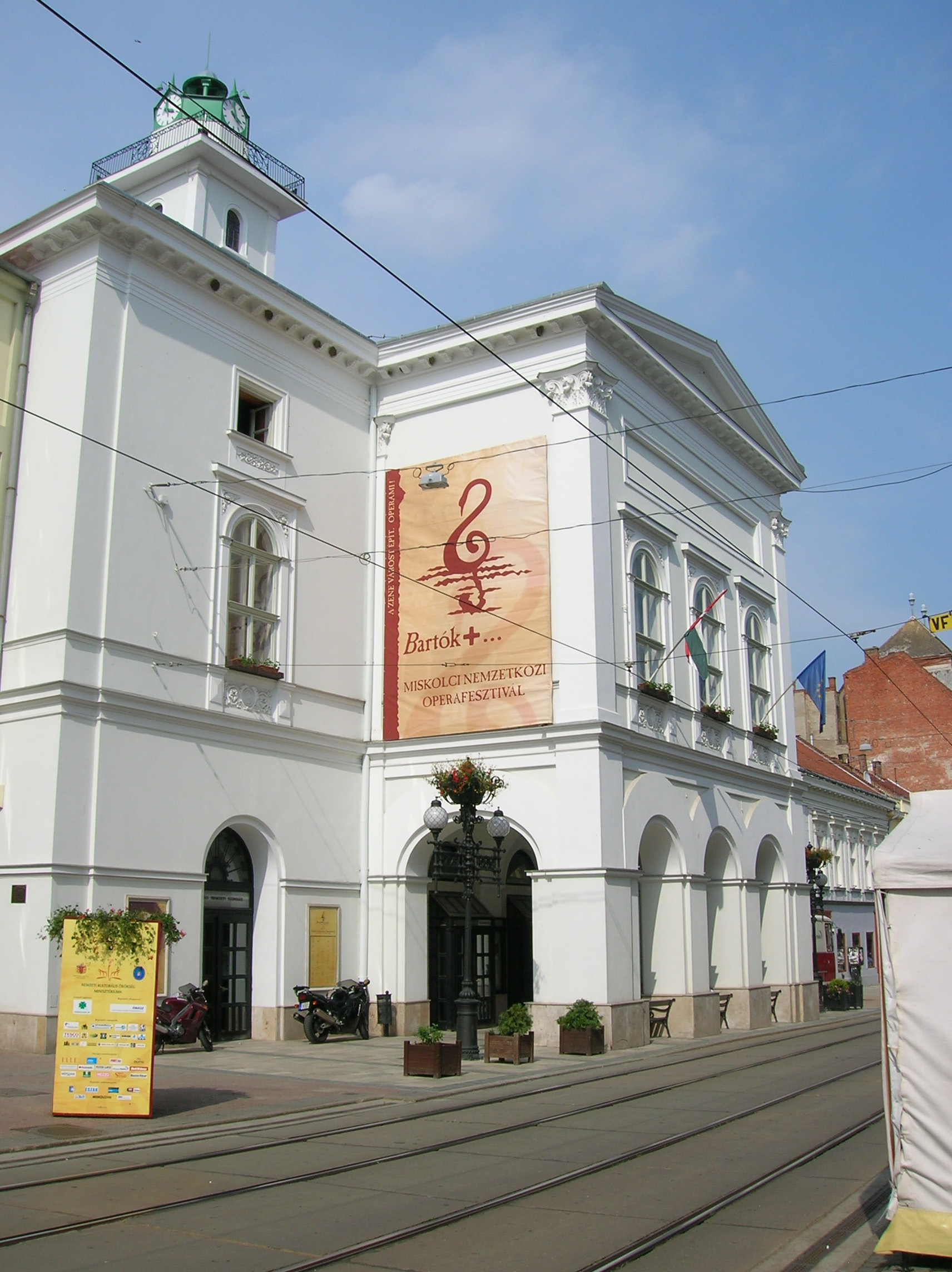
A programok egyik színhelye a Miskolci Nemzeti Színház
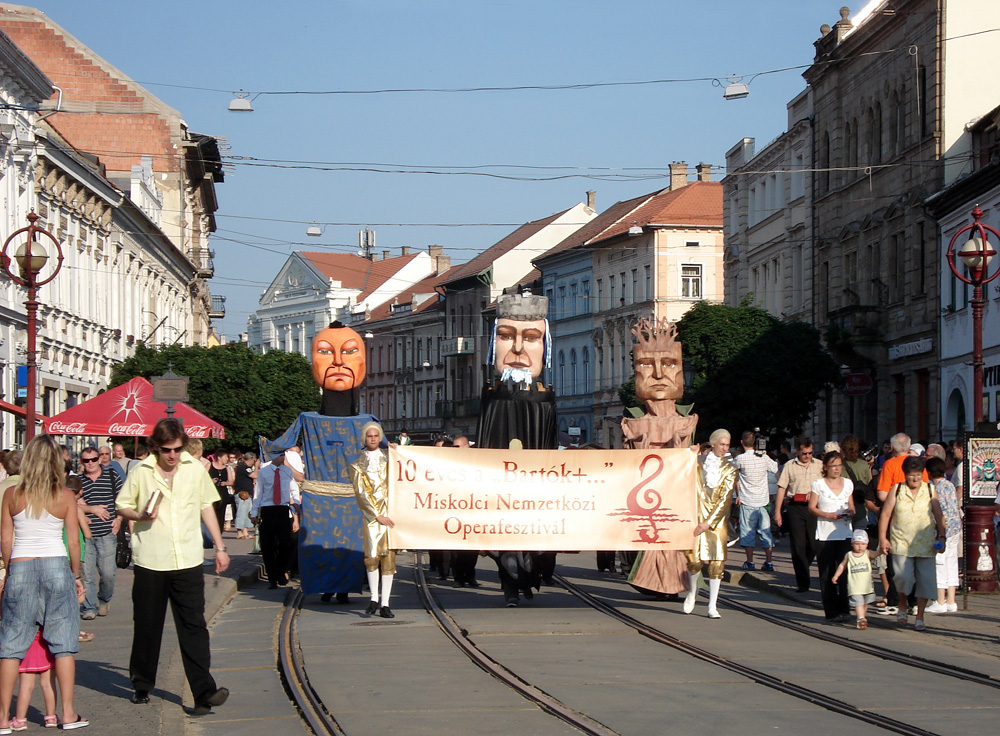
A 10. Operafesztivál megnyitó felvonulása
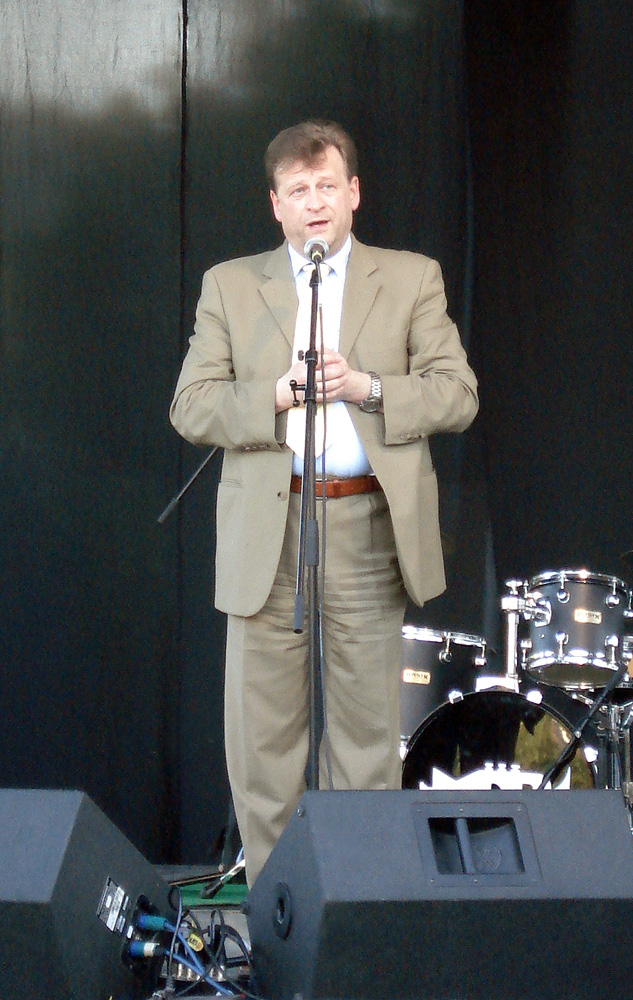
Bátor Tamás fesztiváligazgató a 2010-es Operafesztivál megnyitóján
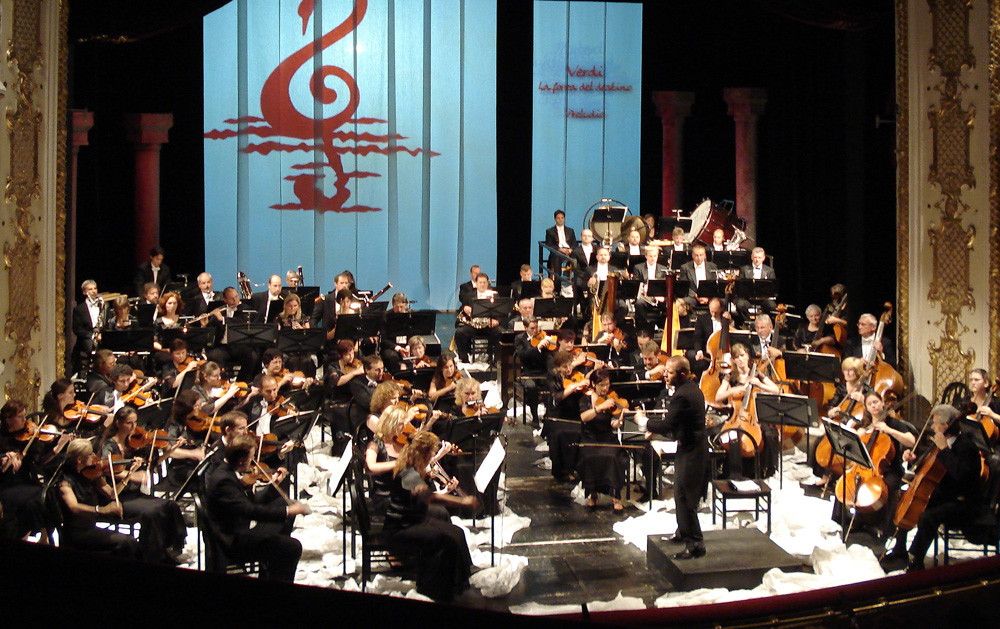
A Miskolci Szimfonikus Zenekar a 2010-es Operafesztivál záró gáláján; Carlo Montanaro vezényel
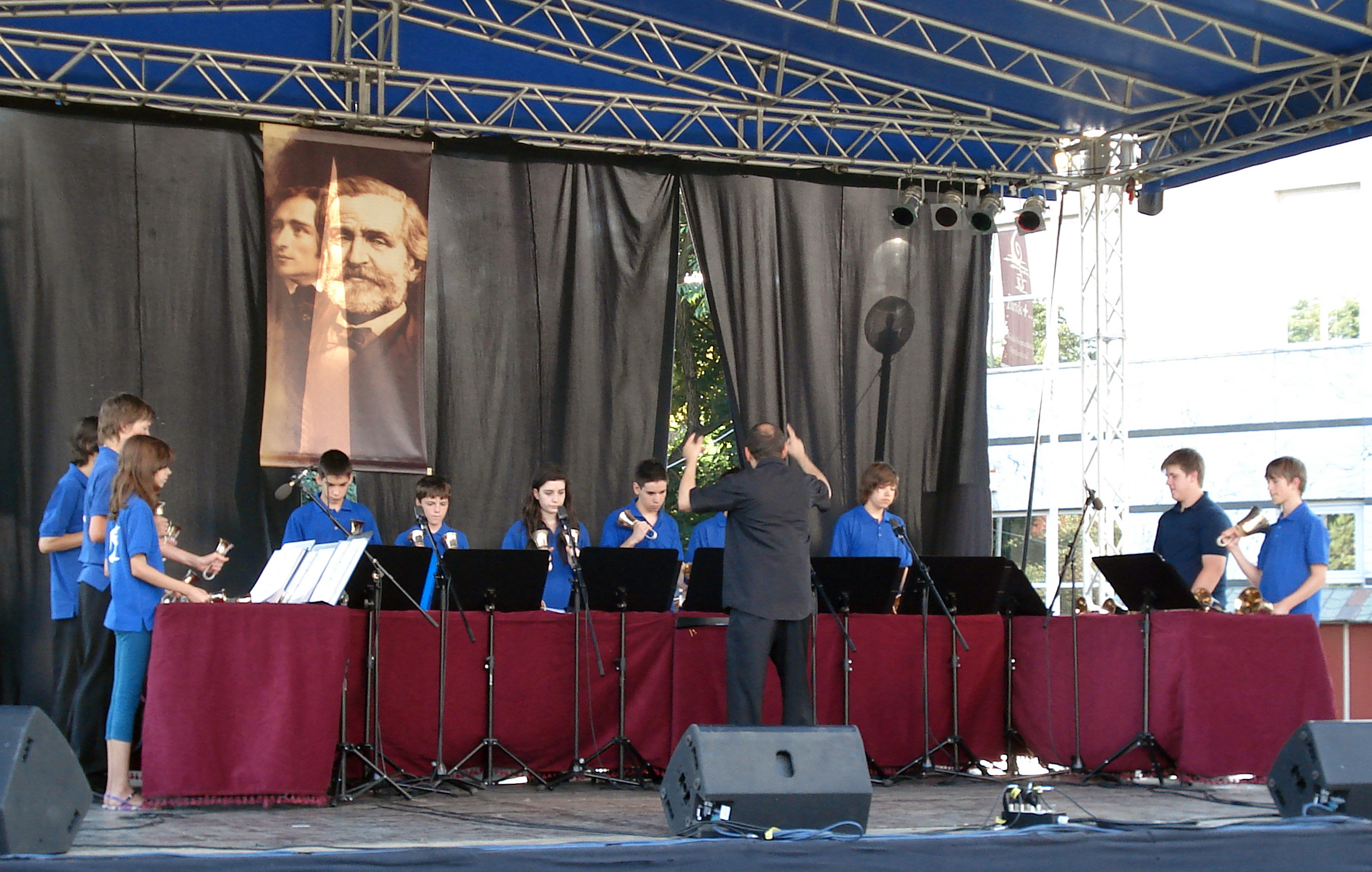
A Kisharang együttes hangversenye 2011-es Operafesztiválon, a Szent István téren
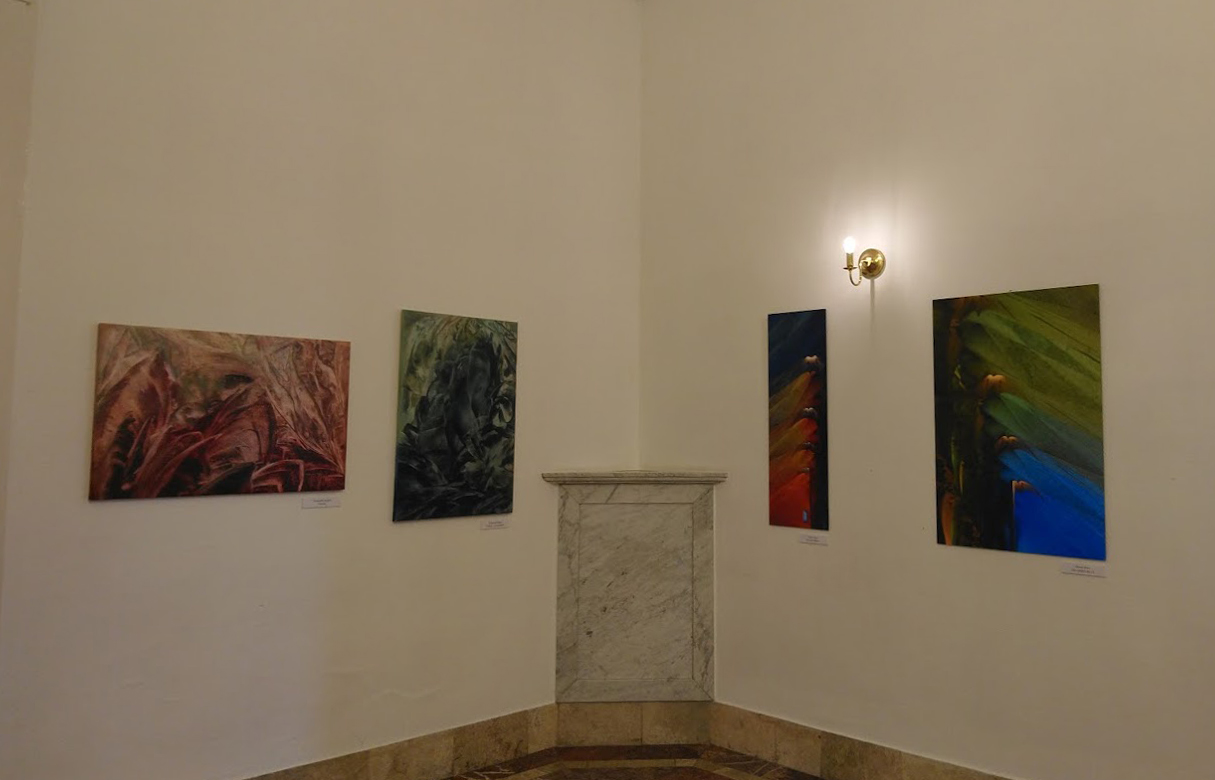
A Kékszakállú 100 című képzőművészeti kiállítás részlete a színházban
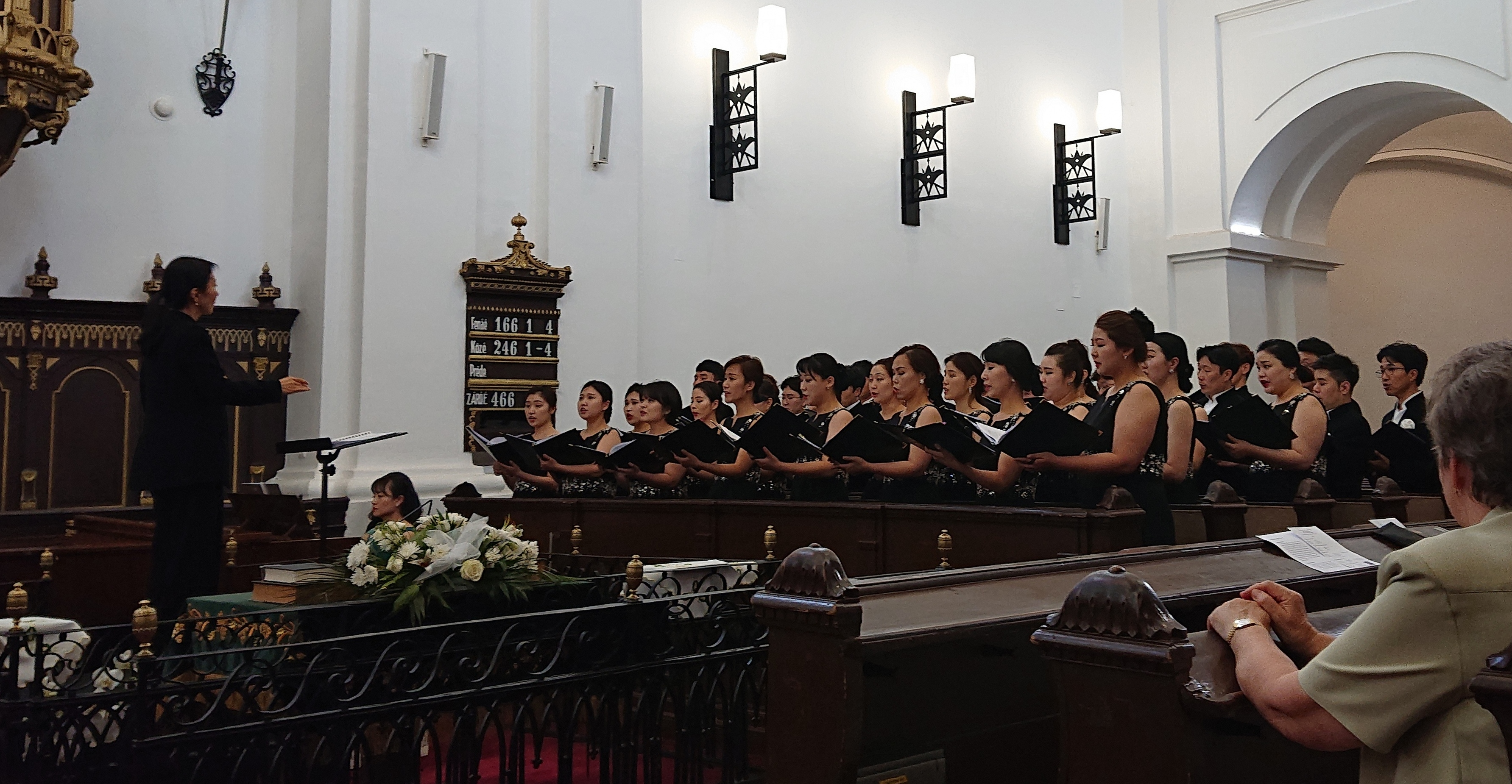
Az Aszani Városi Kórus előadása a Kakastemplomban, 2019-ben
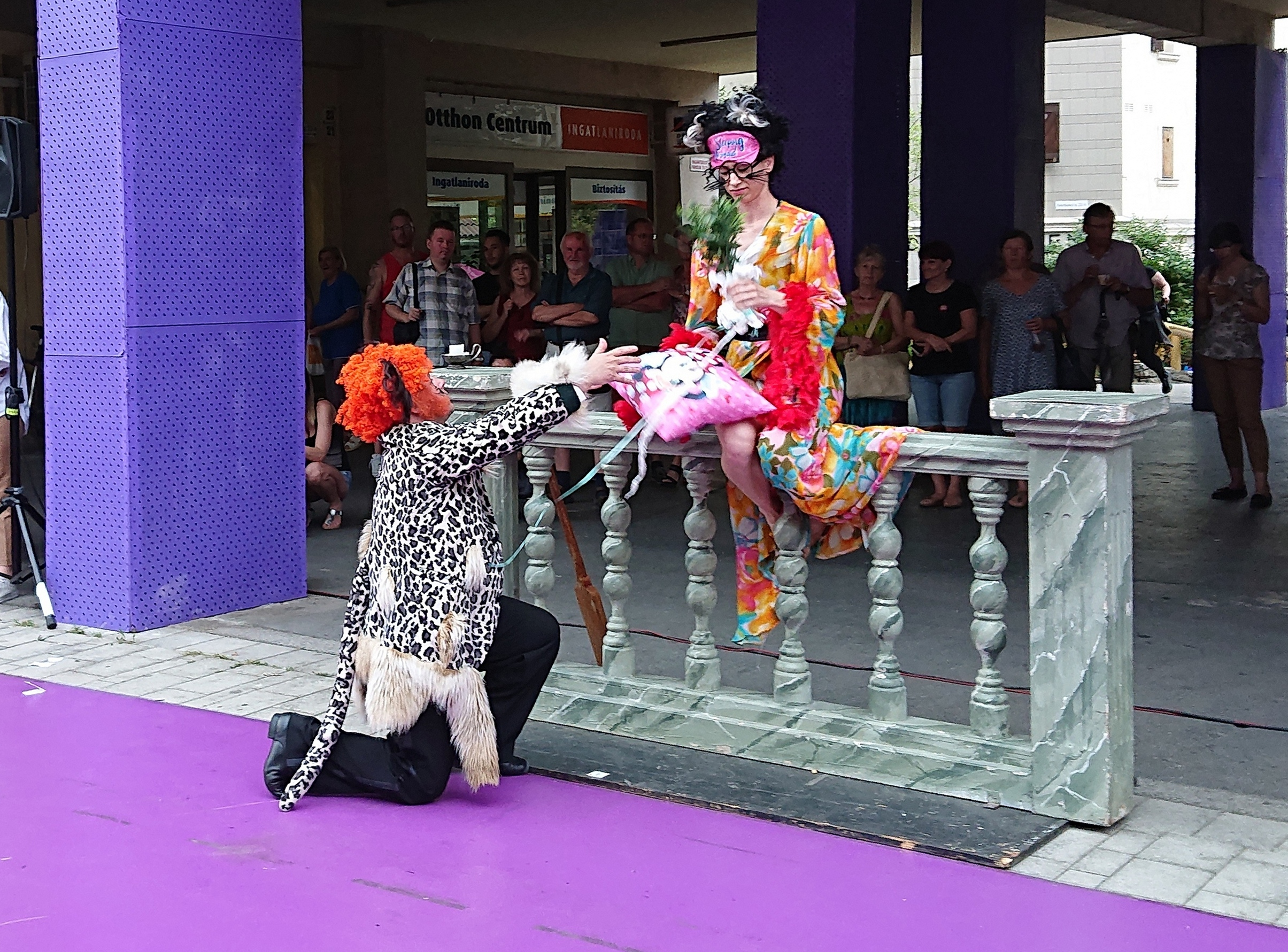
A Miskolci Balett utcai előadása Rossini Macskaduettjére, 2019-ben